# 1302-es busz
Az 1302-es jelzésű autóbuszvonal távolsági autóbuszjárat Salgótarján és Siófok között, melyet a MÁV Személyszállítási Zrt. lát el.

## Közlekedése
A járat Salgótarjánt és Siófokot köti össze. Menetideje Siófok felé 4 óra, Salgótarján felé 3 óra 55 perc. Salgótarján és Lőrinci között a 21-es főúton közlekedve betér és megáll több településen. Lőrinci után az M3, M0 és az M7 érintésével éri el Siófokot.
Nyári tanszünetben  csütörtöktől vasárnapig naponta egy járatpár szállítja az utasokat. A járatok az M1-M7 budaörsi pihenőhelyen 10 perc pihenőt tartanak. A járatok Salgótarján és Lőrinci között Siófok felé csak felszálló, Salgótarján felé csak leszálló utasok részére állnak meg. Szabadisóstó és Siófok között Siófok felé csak leszálló utasok részére, Salgótarján felé csak felszálló utasok részére állnak meg a járatok.

## Megállóhelyei
| 0  | Salgótarján, autóbusz-állomás végállomás    | 25 | 1, 2A, 2T, 3, 3C, 4, 5, 6, 7, 7A, 7B, 7C, 8, 9, 11, 11A, 11B, 11Y, 13, 14, 19, 27A, 36, 46, 58, 63, 63S 1010, 1012, 1020, 1021, 1305, 1349, 1351, 1352, 1354, 1384, 1447 3015, 3022, 3024, 3030, 3034, 3044, 3045, 3051, 3052, 3055, 3056, 3058, 3060, 3061, 3062, 3065, 3066, 3070, 3072, 3075, 3080, 3081, 3082, 3084, 3090, 3092, 3094 személyvonat |
| 1  | Salgótarján, baglyasaljai felüljáró         | 24 | 3C, 4, 4A, 14, 46 1010, 1012, 1020, 1021, 1347, 1351, 1354, 1384 3070, 3080 |
| 2  | Salgótarján (Zagyvapálfalva), felüljáró     | 23 | 9, 13, 19, 63, 63S 1010, 1012, 1020, 1021, 1305, 1347, 1349, 1351, 1354, 1384, 1447 3045, 3051, 3052, 3055, 3056, 3058, 3060, 3061, 3062, 3065, 3066, 3070, 3072, 3075, 3080, 3081, 3082 |
| 3  | Salgótarján, szécsényi útelágazás           | 22 | 9, 13, 19, 63, 63S 1010, 1012, 1020, 1021, 1305, 1347, 1349, 1351, 1354, 1384 3045, 3051, 3052, 3055, 3056, 3058, 3060, 3061, 3062, 3065, 3066, 3070, 3072, 3075, 3080, 3081, 3082 |
| 4  | Vizslás, Újlak                              | 21 | 1020, 1021, 1305, 1347, 1351, 1354, 1384 3051, 3052, 3055, 3056, 3058, 3060, 3061, 3062, 3065, 3066 |
| 5  | Bátonyterenye (Kisterenye), ózdi útelágazás | 20 | 3, 3A, 11A 1020, 1021, 1305, 1347, 1349, 1351, 1354, 1384, 1447 3051, 3052, 3055, 3056, 3058, 3060, 3061, 3062, 3064, 3065, 3066, 3108, 3154, 3156, 3166 |
| 6  | Bátonyterenye (Kisterenye), posta           | 19 | 3, 3A 1305, 1347, 1351, 1384, 1447 3051, 3052, 3055, 3056, 3058, 3060, 3061, 3062, 3065, 3066, 3108, 3154, 3156, 3166 |
| 7  | Bátonyterenye (Nagybátony), Bányaváros      | 18 | 2, 3, 3A 1021, 1031, 1034, 1305, 1349, 1351, 1354 3051, 3052, 3055, 3056, 3058, 3060, 3061, 3062, 3065, 3066, 3108, 3152, 3154, 3156, 3166 |
| 8  | Bátonyterenye (Nagybátony), Ózdi út 10.     | 17 | 2, 3, 3A 1021, 1031, 1034, 1305, 1349, 1351, 1354 3051, 3052, 3055, 3056, 3058, 3060, 3061, 3062, 3065, 3066, 3108, 3152, 3154, 3156, 3166 |
| 9  | Mátraverebély, szentkúti elágazás           | 16 | 1020, 1021, 1031, 1034, 1305 3060, 3061, 3062, 3065, 3066, 3166 |
| 10 | Tar, vasútállomás                           | 15 | 1021, 1305 3060, 3061, 3062, 3065, 3070 személyvonat |
| 11 | Tar, községháza                             | 14 | 1021, 1305 3060, 3061, 3062, 3065, 3070, 3607 |
| 12 | Pásztó, Fő út 73.                           | 13 | 414 1021, 1305 3060, 3061, 3062, 3065, 3070, 3265, 3607, 3657 |
| 13 | Pásztó, Csillag tér                         | 12 | 414 1021, 1024, 1305, 1308 3060, 3061, 3062, 3067, 3072, 3235, 3240, 3241, 3261, 3262, 3263, 3266, 3315, 3607 |
| 14 | Szurdokpüspöki, Szabadság út 169.           | 11 | 414 1021, 1305, 1308 3060, 3061, 3062, 3261, 3262, 3263, 3607 |
| 15 | Szurdokpüspöki, óvoda                       | 10 | 414 1021, 1305, 1308 3060, 3061, 3062, 3261, 3262, 3263, 3607 |
| 16 | Szurdokpüspöki, Szabadság tér               | 9  | 414 1021, 1305, 1308 3060, 3061, 3062, 3261, 3262, 3263, 3607 |
| 17 | Jobbágyi, galgagutai elágazás               | 8  | 414 1020, 1021, 1024, 1031 3061, 3062, 3261, 3262, 3263, 3266, 3607 |
| 18 | Apc-Zagyvaszántó, vasútállomás              | 7  | 414 1021 3220, 3600, 3601, 3602, 3603, 3604, 3605, 3607, 3609, 3677 személyvonat |
| 19 | Zagyvaszántó, Községháza                    | 6  | 414 1021 3600, 3601, 3602, 3603, 3604, 3605, 3607, 3609, 3677 |
| 20 | Lőrinci, Selyp                              | 5  | 414 1021 3600, 3601, 3602, 3603, 3604, 3605, 3607, 3608, 3609, 3677, 3678 |
| 21 | Lőrinci, Városháza                          | 4  | 414 1021 3600, 3602, 3603, 3604, 3605, 3607, 3608, 3609, 3678 |
| 22 | Siófok (Szabadisóstó), 7. sz. út            | 3  | 1402, 1512, 1528, 1563, 1708, 1840, 1842 5358, 5458, 8325, 8326 |
| 23 | Siófok, (Szabadifürdő), vasúti megállóhely  | 2  | 2, 24, N2 1174, 1402, 1512, 1528, 1563, 1708, 1840, 1842 5358, 5458, 7324, 7325, 8325, 8326 S30, személyvonat, sebesvonat, Déli<-parti InterRégió, Déli->parti InterRégió, Vitorlás InterRégió, Panoráma expresszvonat, Jégmadár expresszvonat, Aranypart expresszvonat |
| 24 | Siófok, felső                               | 1  | 1402, 1528, 1563, 1593, 1708 5358, 5458, 7324, 7325, 8325, 8326 |
| 25 | Siófok, autóbusz-állomás végállomás         | 0  | 1, 2, 3, 4, 7, 14, 14A, 18, 24, N2 1172, 1174, 1177, 1402, 1499, 1506, 1512, 1528, 1563, 1564, 1592, 1593, 1708, 1740, 1742, 1842 5358, 5439, 5458, 5608, 5906, 5916, 5917, 6008, 6010, 6011, 6015, 6016, 6018, 6035, 6038, 6040, 6041, 6042, 6043, 6051, 6053, 6101, 7324, 7325, 8274, 8325, 8326 személyvonat, sebesvonat, Déli<-parti InterRégió, Déli->parti InterRégió, Esti Csók InterRégió, Vitorlás InterRégió, Panoráma expresszvonat, Jégmadár expresszvonat, Aranypart expresszvonat, Ezüstpart expresszvonat, Aranyhíd expresszvonat, Napfürdő expresszvonat, Balaton InterCity, Tópart InterCity, Adria nemzetközi InterCity, Agram nemzetközi InterCity |